# Paolo Rabitti
Paolo Rabitti (ur. 28 października 1936 w Castellarano) – włoski duchowny katolicki, arcybiskup Ferrary-Comacchio w latach 2004-2012.

## Życiorys
Święcenia kapłańskie otrzymał 30 października 1960 i został inkardynowany do archidiecezji bolońskiej. Po studiach doktoranckich w Rzymie przez kilka lat był nauczycielem w bolońskich liceach, zaś w 1971 został rektorem regionalnego seminarium. Równocześnie angażował się w duszpasterstwo młodych, będąc m.in. asystentem diecezjalnym i regionalnym Akcji Katolickiej. W 1984 został wybrany zastępcą asystenta generalnego tejże organizacji. Od 1988 pracował w Papieskiej Komisji ds. Kościelnych Dóbr Kultury - początkowo jako podsekretarz, następnie jako sekretarz.
25 maja 1995 papież Jan Paweł II mianował go ordynariuszem diecezji San Marino-Montefeltro. Sakry biskupiej udzielił mu 24 czerwca 1995 ówczesny arcybiskup Bolonii - kard. Giacomo Biffi.
2 października 2004 został mianowany arcybiskupem Ferrary-Comacchio (ingres odbył się 28 listopada 2004). 1 grudnia 2012 papież przyjął jego rezygnację z urzędu, złożóną ze względu na wiek, a jego następcą mianował biskupa Luigi Negri.